# Diócesis de Coronel Oviedo
La diócesis de Coronel Oviedo (en latín: Dioecesis Oviedopolitana) es una circunscripción eclesiástica de la Iglesia católica en Paraguay. Se trata de una diócesis latina, sufragánea de la arquidiócesis de Asunción. Desde el 18 de diciembre de 2001 su obispo es Juan Bautista Gavilán Velásquez.

## Territorio y organización
La diócesis tiene 11 474 km² y extiende su jurisdicción sobre los fieles católicos de rito latino residentes en el departamento de Caaguazú.
La sede de la diócesis se encuentra en la ciudad de Coronel Oviedo, en donde se halla la Catedral de Nuestra Señora del Rosario.
En 2021 en la diócesis existían 24 parroquias.

## Historia
La prelatura territorial de Coronel Oviedo fue erigida el 10 de septiembre de 1961 con la bula Quem ad modum del papa Juan XXIII, obteniendo su territorio de las diócesis de Concepción en Paraguay y de Villarrica (hoy diócesis de Villarrica del Espíritu Santo).
El 6 de marzo de 1976 la prelatura territorial fue elevada a diócesis.

## Estadísticas
Según el Anuario Pontificio 2022 la diócesis tenía a fines de 2021 un total de 531 110 fieles bautizados.
| Año                                                                             | Población            | Población | Población      | Sacerdotes | Sacerdotes    | Sacerdotes    | Bautizados por sacerdote | Diáconos permanentes | Religiosos | Religiosos | Parroquias |
| Año                                                                             | Bautizados católicos | Total     | % de católicos | Total      | Clero secular | Clero regular | Bautizados por sacerdote | Diáconos permanentes | Varones    | Mujeres    | Parroquias |
| ------------------------------------------------------------------------------- | -------------------- | --------- | -------------- | ---------- | ------------- | ------------- | ------------------------ | -------------------- | ---------- | ---------- | ---------- |
| 1966                                                                            | ?                    | 180 000   | ?              | 22         | 1             | 21            | ?                        |                      | 25         |            | 15         |
| 1970                                                                            | 216 000              | 226 000   | 95.6           | 22         | 22            |               | 9818                     | 10                   |            |            | 9          |
| 1976                                                                            | 260 000              | 280 000   | 92.9           | 23         | 4             | 19            | 11 304                   | 1                    | 28         | 29         | 14         |
| 1980                                                                            | 328 000              | 349 000   | 94.0           | 30         | 4             | 26            | 10 933                   | 2                    | 32         | 31         | 13         |
| 1990                                                                            | 461 000              | 466 000   | 98.9           | 22         | 6             | 16            | 20 954                   | 3                    | 28         | 38         | 20         |
| 1999                                                                            | 425 000              | 470 000   | 90.4           | 35         | 7             | 28            | 12 142                   | 1                    | 61         | 66         | 17         |
| 2000                                                                            | 430 000              | 522 000   | 82.4           | 36         | 10            | 26            | 11 944                   | 2                    | 61         | 76         | 19         |
| 2002                                                                            | 420 160              | 442 161   | 95.0           | 35         | 11            | 24            | 12 004                   |                      | 32         | 76         | 24         |
| 2003                                                                            | 410 000              | 435 000   | 94.3           | 35         | 13            | 22            | 11 714                   | 2                    | 40         | 35         | 20         |
| 2004                                                                            | 415 000              | 450 000   | 92.2           | 38         | 15            | 23            | 10 921                   | 2                    | 41         | 35         | 20         |
| 2006                                                                            | 435 000              | 480 000   | 90.6           | 38         | 15            | 23            | 11 447                   | 2                    | 40         | 36         | 21         |
| 2013                                                                            | 490 000              | 535 000   | 91.6           | 44         | 18            | 26            | 11 136                   | 11                   | 44         | 41         | 21         |
| 2016                                                                            | 422 309              | 603 099   | 70.0           | 37         | 24            | 13            | 11 413                   | 11                   | 59         | 41         | 22         |
| 2019                                                                            | 518 380              | 545 904   | 95.0           | 46         | 30            | 16            | 11 269                   | 11                   | 23         | 27         | 24         |
| 2021                                                                            | 531 110              | 564 980   | 94.0           | 46         | 33            | 13            | 11 545                   | 11                   | 18         | 53         | 24         |
| Fuente: Catholic-Hierarchy, que a su vez toma los datos del Anuario Pontificio. |                      |           |                |            |               |               |                          |                      |            |            |            |

## Episcopologio
- Jerome Arthur (Gerolamo) Pechillo, T.O.R. † (10 de septiembre de 1961-6 de marzo de 1976 nombrado obispo auxiliar de Newark)
- Claudio Silvero Acosta, S.C.I. di Béth. (15 de marzo de 1976-26 de marzo de 1998 nombrado obispo auxiliar de Encarnación[nota 1])
- Ignacio Gogorza Izaguirre, S.C.I. di Béth. (26 de marzo de 1998-3 de febrero de 2001 nombrado obispo de Ciudad del Este)
- Juan Bautista Gavilán Velásquez, desde el 18 de diciembre de 2001